# Паранормальне явище 2
Паранормальне явище 2 (англ. Paranormal Activity 2) — американський фільм жахів 2010 року, зрежисований Тодом Вільямсом. Є приквелом до фільму Паранормальне явище 2007 року, дії відбуваються за два місяці до нього та закінчуються подіями, зображеними в оригінальному фільмі. Прем'єра відбулася 22 жовтня 2010 року опівночі у кінотеатрах Сполучених Штатів, Великої Британії, Канади, Мексики, Бразилії, Польщі та Ірландії.

## Сюжет
Щасливе сімейство Рей зустрічає Крісті, яка зовсім недавно стала молодою мамою. З маленьким Хантером вона селиться в будинку Дена і його дочки від першого шлюбу на ім'я Елі. З появою немовляти в будинку починають відбуватися незрозумілі події.